# Hinche (gemeente)
Hinche (Haïtiaans-Creools: Enche) is een stad en gemeente in Haïti met 121.000 inwoners. De plaats ligt 72 km ten noordoosten van de hoofdstad Port-au-Prince. Het is de hoofdplaats van het gelijknamige arrondissement en van het departement Centre. De plaats ligt aan de Guayamouc.

## Geschiedenis
Op sommige momenten in de geschiedenis heeft Hinche tot de Dominicaanse Republiek behoord, met de Spaanse naam Hincha. Een grensverdrag van 1929 en de aanvullingen daarop van 1936 bepaalden definitief dat het bij Haïti hoort. Vanwege deze geschiedenis is nog steeds een deel van de bevolking van Domicaanse afkomst. 5% van de bevolking spreekt Spaans.

## Moderne tijd
Hinche ligt op een vruchtbare vlakte in het binnenland van Haïti. Er wordt koffie, suikerriet, sisal, katoen en fruit verbouwd. Ook worden er vee en bijen gehouden. Verder vindt er industriële verwerking van katoen plaats.

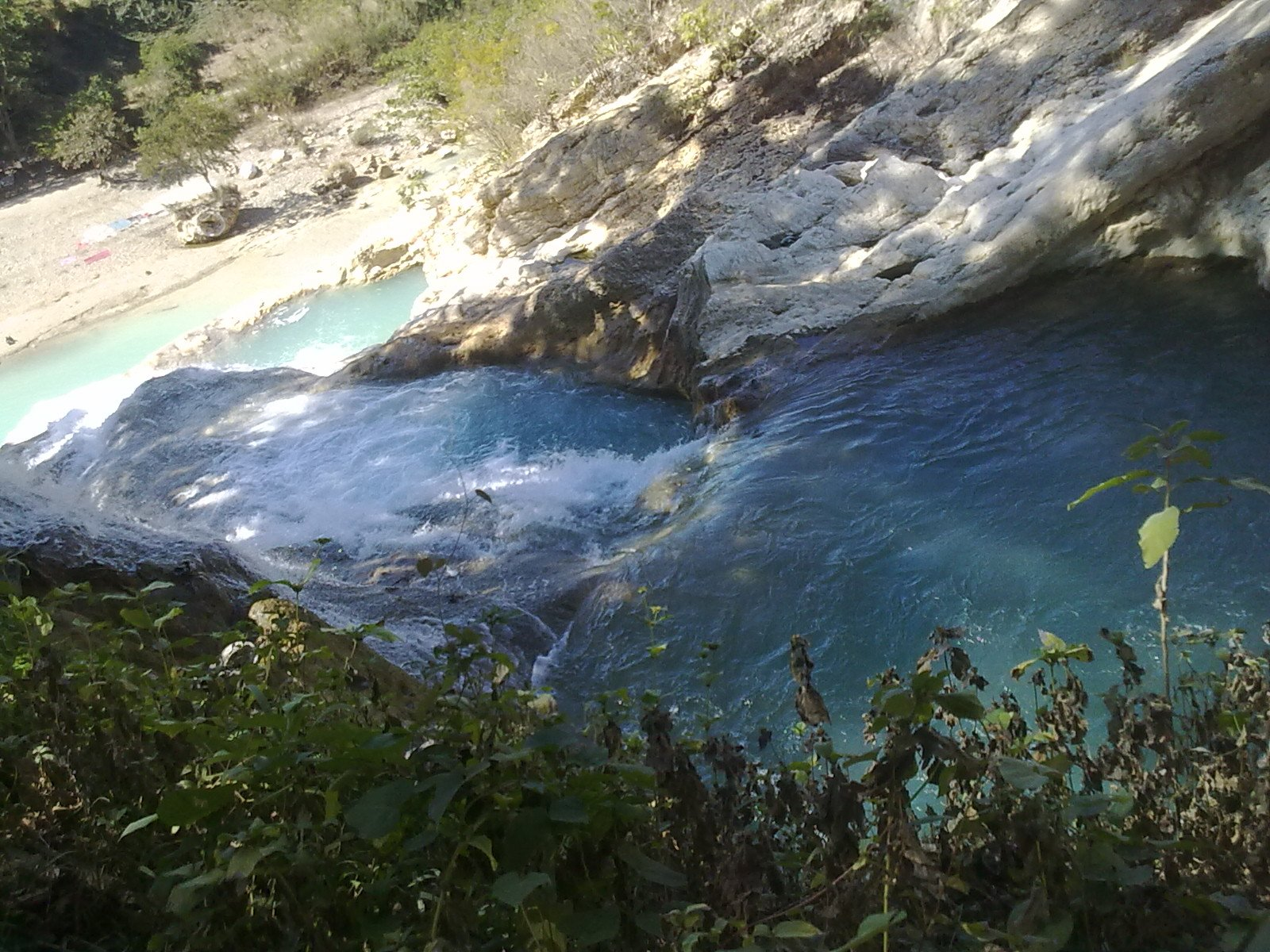
De Bassin Zim-waterval

In Hinche is een markt waar men voedingsproducten kan komen. Traditionele voeding is ook te krijgen in de Foyer d’Accueil, dat boven een school gelegen is.
Bezienswaardig is het Heilig-Hartkathedraal (Cathédrale de Sacre-Cœur). Ten oosten van Hinche ligt de Bassin Zim-waterval van 20 m hoog.
Er zijn 6 plaatselijke radiostations en 2 plaatselijke televisiestations.

## Vervoer
Een semi-geasfalteerde weg voert over de Cul-de-Sac via Croix-des-Bouquets naar Port-au-Prince. Andere wegen voeren naar het zuidoosten via het Étang Saumâtre naar Malpasse en de Dominicaanse grens, en via Mirebalais en het stuwmeer Péligre naar het noorden. Er is een onverharde start- en landingsbaan van waaruit men het vliegtuig naar Port-au-Prince kan nemen.

## Indeling
De gemeente bestaat uit de volgende sections communales:
| Nr. | Naam                       | Km²    | Inw.2015 |
| --- | -------------------------- | ------ | -------- |
| 1   | Juanaria                   | 180,80 | 60.505   |
| 2   | Marmont                    | 108,56 | 16.670   |
| 3   | Aguahédionde (Rive Droite) | 123,40 | 21.577   |
| 4   | Aguahédionde (Rive Gauche) | 175,64 | 22.115   |

## Geboren in Hinche
- Pedro Santana (1801-1864), president van de Dominicaanse Republiek
- Charlemagne Péralte (1885/86-1919), leider in het verzet tegen de bezetting van Haïti door de Verenigde Staten